# Internationale Schweizer Eishockeymeisterschaft 1921/22
Die Saison 1921/22 war die siebte reguläre Austragung der Internationalen Schweizer Eishockeymeisterschaft. Meister wurde der HC Château-d’Œx.

## Hauptrunde

### Serie Ost
Die Spiele der Ostschweiz wurden am 21. und 22. Januar 1922 in Davos ausgetragen.
- EHC St. Moritz – FC/HC Zürich 17:1
- HC Davos – Akademischer EHC Zürich 3:0

FinalEHC St. Moritz – HC Davos 5:1
Der EHC St. Moritz qualifizierte sich damit für den Meisterschaftsfinal.

### Serie West
29. Januar 1922 in Gstaad
- HC Château-d’Oex – Lausanne HC 13:0
- Lausanne HC – HC Rosey Gstaad 1:11
- HC Château-d’Oex – HC Rosey Gstaad 3:2

```
1. HC Château-d’Œx 2 2 0 0 
4

2. HC Rosey Gstaad  2 1 0 1 
2

3. Lausanne HC      2 0 0 2 
0
```

Der HC Château-d’Œx qualifizierte sich damit für den Meisterschaftsfinal.

## Meisterschaftsfinal
Das Finalspiel sollte am 12. Februar 1922 ausgetragen werden. Da der EHC St. Moritz die Anreise zum Spielort Gstaad nicht schaffte, wurde das Spiel zugunsten des HC Château-d’Œx gewertet.
- HC Château-d’Œx – EHC St. Moritz 3:0 (Forfait)